# Диллер, Бургойн
Бурго́йн Ди́ллер (англ. Burgoyne A. Diller; 13 января 1906, Бронкс, Нью-Йорк — 30 января 1965, Бруклин, Нью-Йорк) — американский художник-абстракционист, рисовальщик, художественный администратор, монументалист второй трети XX века.
Глубоко погружённый в проблемы развития европейской живописи, Бургойн Диллер первым на Американском континенте стал воплощать авангардные идеи группы Де Стейл. На своём кратком творческом пути, совпавшим с суровыми годами экономического кризиса в США, он до конца остался художником-идеалистом, утверждавшим веру в духовную эволюцию и личное самосовершенствование.

## Биография
В 1923 году, в 17-летнем возрасте, Бургойн Диллер поступил в основанный в 1855 году государственный Университет штата Мичиган, расположенный в Ист-Лансинге, штат Мичиган.
По выходным юный студент добирался автостопом до Чикаго, чтобы в музее Института Искусств Чикаго впитывать красо́ты импрессионистов: Клод Моне с его рисунками 1850-х и многочисленными, вплоть до поздних «Кувшинок», пейзажами; и постимпрессионистов: Сезанна (морские и деревенские пейзажи, натюрморты и портреты); Сёра — Воскресный день на острове Гранд-Жатт; Ван Гога.
В 1928 году Диллер переезжает в Нью-Йорк, на Манхэттен и начинает посещать Лигу студентов-художников; пробует себя в аналитическом кубизме, пишет городские виды в кубистической манере. Единственным преподавателем-модернистом в Лиге был чех по происхождению, Ян Матулка (англ. Jan Matulka). Его занятия пользовались популярностью в среде увлечённых новыми художественными веяниями студентов. Среди его учеников, кроме Бургойна Диллера, — Дороти Динер (англ. Dorothy Dehner), Айрин Райс Перейра (англ. I. Rice Pereira), Франсис Крисс (англ. Francis Criss), и будущий прославленный скульптор-абстракционист, Дэвид Смит. Он заканчивает обучение в Лиге в 1933 году.
В дальнейшем Бургойн Диллер экспериментирует с абстракцией, опираясь на первые, ещё экспрессионистские по духу, образцы беспредметной живописи Кандинского.
С началом 1930-х годов работы Диллера всё больше и больше «геометризируются» под влиянием русского конструктивизма.
В последующие годы Диллер синтезирует присущие конструктивизму чёткие геометрические формы с первичными цветами (плюс чёрный и белый), канонизированными неопластицизмом. Он вырабатывает персональный подход к линии, пространству и форме, достигая в лучших из произведений узнаваемости индивидуального стиля.
Из современных ему абстракционистов Диллер хорошо знал Стюарта Дэвиса, Аршила Горки (эти двое много работали над фресками в общественных интерьерах и неизбежно общались с Диллером, который был администратором Федерального арт-проекта); был знаком с художниками «группы Хэмптон Бей» (англ.) с Лонг-Айленда, состоявшей, в основном, из выходцев из России: братьев Рафаэля и Мозеса Сойеров, Николая Циковского, Давида Бурлюка и неизменного лидера, Джона Д. Грэхема.

## Собрания
- Метрополитен-музей, Нью-Йорк
- Музей американского искусства Уитни, Нью-Йорк
- Художественный музей Карнеги (англ. Carnegie Museum of Art), Питтсбург, штат Пенсильвания
- Музей искусств Кливленда, Кливленд, штат Огайо
- Галерея Йельского университета, Нью-Хейвен, штат Коннектикут
- Walker Art Center (англ. Walker Art Center), Миннеаполис, штат Миннесота
- Национальная галерея искусств, Вашингтон, округ Колумбия
- Музей и сад скульптур Хиршхорна, Вашингтон, округ Колумбия

## Изображения в сети
- Без названия. 1931, бумага, уголь, 49,5 × 30.5 см
- Третья тема, 1938—1939; картон, коллаж из бумаги, темпера, 35,6 × 35.6 см.
- Конструкция, 1940 крашеное дерево. 68,3 × 22,5 × 22.5 см. Галерея Майкла Розенфелда, Нью-Йорк
- Третья тема 1946—1948 холст, масло, 106,7 × 106.7 см. Музей Уитни, Нью-Йорк.
- Вторая тема 1949 холст, масло, 66 × 66 см. Метрополитен-музей, Нью-Йорк.
- Первая тема, 1962. Холст, масло, 182,9 × 182.9 см. Чикагский институт искусств
- Первая тема: # 10, 1963 холст, масло, 182,9 × 184.2 см. Музей Уитни, Нью-Йорк.